# ポリプテルス
ポリプテルス（Polypterus、英: Bichir）は、ポリプテルス目・ポリプテルス科に属する魚類の総称。多鰭魚（タキギョ）という古称もある。条鰭類で最も古く分岐したグループとされるが、ハイギョやシーラカンスといった肉鰭類に近縁とする見解もある。 条鰭類の中でも異質で原始的特徴と派生的特徴を併せ持つ。古代魚の1つとされる。
現生のポリプテルス目は1科・2属・11種と6亜種の計17種ほどが知られているのみで、すべてがザイール、スーダン、セネガルなどの熱帯アフリカに分布する淡水魚である。

## 形態
Polypterus は「多くの（Poly）ひれ（pterus）」という意味で、名のとおり背中に小離鰭（しょうりき）と呼ばれる菱形の背びれが10枚前後ある。これは、尾びれに当たる位置にまで並び、尾びれに該当する鰭はない。
細長い円筒形の体と腹背にやや扁平な頭部をもち、体長は30cmほどのものから1m近くになるものまで、種類によって異なる。鼻孔は細い突起となって前方に突き出しており鼻管と呼ばれる。「ガノイン鱗」と呼ばれる象牙質とエナメル質に覆われた菱形の鱗をもち、それらが皮のように連なって硬く体を覆っている。
胸びれはつけ根に筋肉が発達し、四肢動物の腕のようになっている。うきぶくろは2つに分かれ、肺のようにガス交換を行い、鰓呼吸と並行して空気呼吸をする。
稚魚には両生類の幼生のように1対の外鰓があるが、成長すると消失する。これらの特徴から、ポリプテルスは魚類と両生類に進化する分岐点にある動物と考えられている。古生代から中生代にかけて栄えた硬鱗魚と同じような特徴をもち、現生魚のアミアやガーなどとも共通する。系統学的研究ではポリプテルス目は約4億年前のデボン紀に硬骨魚類の共通祖先から派生したと推測されており、多くの生物が絶滅する中、現代まで姿形をあまり変化させずに生き残ってきたとされる。このため「古代魚の生き残り」「生きている化石」などといわれる。一方で確実な化石記録は白亜紀以降からのみ知られており、系統学的な年代推測と約3億年ほどのギャップが存在するため、いわゆる「生きている化石」の一般的認識とは異なる進化を行ったという説もある。2006年にはチャドで中新世後期の地層から全身化石が発見され、Polypterus faraouと命名された。
条鰭亜綱では異質なグループで、原始的および派生的特徴を併有する形態を持ち、肉鰭亜綱（ハイギョ、シーラカンス類）との共通点もある 。
- 円筒形のヘビ状・丸太状の体（ハイギョ類と共通）
- 菱形の硬鱗（チョウザメ、ガー類と共通）- コズミン鱗のコズミン層が退化してガノイン層と板骨層からなり、各鱗はペグソケット関節により連結。
- 上顎の歯など骨格要素は神経頭蓋に固着(ハイギョが内臓頭蓋と固着するのに対し、神経頭蓋に固着)
- 頭部背側面に噴水孔ハイギョでは前鼻孔は吻部の背面、後鼻孔は口蓋の側縁にひらく)
- 腹面に１対の喉板（シーラカンス類と共通）
- 腸に螺旋弁(肉鰭類＝シーラカンス・ハイギョ類と共通)
- 鎖骨をもつ（シーラカンス、ハイギョ、チョウザメ、アミア類と共通） - 胸鰭を支える肩帯の擬鎖骨の下にある。
- 背鰭が条鰭（条鰭類で共通）- 各棘条に数本の軟条が付属
- 胸鰭が葉状、柄部肉質で鱗に覆われる(肉鰭類：シーラカンス・ハイギョ類と共通）
- 鰓弓4対・第５が欠損ー真骨類は５対あって第５に鰓弁なく、ときに咽頭歯。また軟骨魚類は５対
- 脊柱が骨化した椎体からなる（条鰭類と共通）- 肉鰭類：シーラカンス・ハイギョ類は骨化せず脊索のまま
- 空気呼吸できる(ハイギョ類と共通） - 成魚では左右１対の鰾、消化管後方にある。幼魚は外鰓をもつ。

## 習性
川や湖などの淡水域に生息する。昼は物陰に潜むが、夜になると泳ぎ出す。泳ぐ際は長い体をくねらせながら、胸びれをパタパタとはばたかせてゆっくりと泳ぐ。食性は肉食性で昆虫、甲殻類、小魚、カエルなどを捕食する。
口に入らないサイズの魚には無関心だが、口に入る大きさの動物は食べられてしまうので一緒に飼う動物の大きさには注意する必要がある。逆に稚魚期にはひらひらと揺れる外鰓が他の個体の興味を惹くためにかじられることがある。成長に伴って消失するものであるので飼育上も美観上も大きな問題はないとされているが、気になるならば混泳は避けたほうがよい。また、丈夫なガノイン鱗で体が覆われているため白点病などにはかかりにくいが、ポリプテルスのみに寄生するマクロギロダクティルス・ポリプティという寄生虫が知られている。野生採集の個体にはほぼ100%これが寄生しており、新たなポリプテルスを水槽に導入する際は注意が必要である。

## 分類
ポリプテルス目（Polypteriformes）は、ポリプテルス科（Polypteridae）1科のみを含み、その下にはポリプテルス属（Polypterus）およびアミメウナギ属（Erpetoichthys）の2属がある。後者は体が細長く、腹びれがない。

### ポリプテルス属
ポリプテルス属は下顎が突出し大型になるビッチャー（bichir）タイプと上あごが突出するパルマス（palmas）タイプとに分けられる。背びれの小離鰭の数も種類を判別するポイントとなる。

#### ビッチャータイプ
ビキール・ビキール Polypterus bichir bichir Lacépède, 1803
体長は70cm-90cmと大型で、不確定ながら120cmという記録もあり、ポリプテルスの最大種とされている。1802年学術発表された最初の種である。小離鰭は14-19本とこちらも最多である。2003年に初めて日本に商業輸入された。
ビキール・ラプラディー Polypterus bichir lapradei Steindachner, 1869
ビキール・ビキールの亜種。全長は70cmほど。小離鰭は13-17本。セネガルやニジェールなど西アフリカに広く分布。ビキールと比較すると幼魚は目が若干大きめ。
ちなみにP. sp. koliba と呼ばれる種はビキール、またはラプラディーの亜種か地域変種と思われるが未分類である。
ビキール・カタンガエ Polypterus bichir katangae poll, 1941
最大で90cmに達するとされる大型のポリプテルス。確認された個体の少なさから「幻のポリプテルス」とされていて、「ゴールデンビッチャー」とも呼ばれる。体表の模様はコンギクスに似ている。
アンソルギー Polypterus ansorgii Boulenger,1910
平均的に巨大サイズになり、いかつい顔つきをしている。90cmを超えるサイズも見られる。観賞魚としては2006年に初めて日本に輸入されており、現在ではブリードも盛んに行われている。小離鰭は13-15本。
エンドリケリー・エンドリケリー Polypterus endlicheri endlicheri Heckel, 1847
全長60cm以上になる。ニジェールやスーダンに生息。小離鰭は11-14本。代表種で、ポリプテルスとして図鑑に載っているのはこの種であることが多い。黄土色か褐色の地に不規則な黒いくらかけ模様がある。顔つきや模様など個体差の激しい種でもある。各ヒレが大きい印象を受ける。表皮も見た目がざらついた感じで他の種とはややことなり眼が上部に飛び出している。その姿の通り、待ち伏せ型の低棲肉食魚であり、砂から顔だけ出して獲物を待つこともある。
エンドリケリー・コンギクス Polypterus endlicheri congicus Boulenger, 1898
エンドリケリー・エンドリケリーの亜種。ザイールやタンガニーカ湖に生息。小離鰭は12-15本。観賞魚での通称名は「ビチャー」。ガッチリとした体格をしていて巨大である。本種はより遊泳性が高く、獲物を狙う時もよりアグレッシブに行動する。骨太なため80cmサイズは迫力がある。大型個体になりやすい。

#### パルマスタイプ

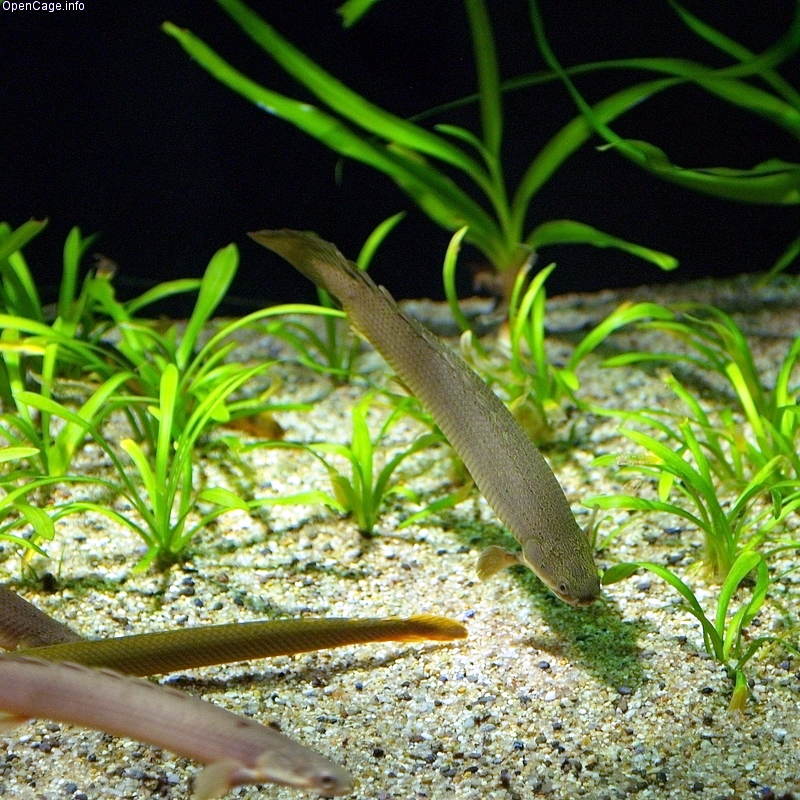
ポリプテルス・セネガルス P. senegalus

ポリプテルス・オルナティピンニス P. ornatipinnis Boulenger, 1902
パルマスタイプにおける最大種であり、体長60cm程度まで成長する。コンゴ川流域およびタンガニーカ湖周辺に生息。小離鰭は9-11本。黒褐色の地に多数の細かい黄白色の斑点が入る。オルナティピンニスは「綺麗な羽飾り」の意。その模様から「ファンシーポリプ」と呼ばれていた。実際にその名の通り、ポリプテルスの中では頭一つ抜けた鮮やかさがある。
ポリプテルス・ウィークシー P. weeksii Boulenger, 1899
コンゴ川中流域に分布。最大体長50cm。小離鰭は8-11本。頭部が大きく尾が小さめ。背にはバンド模様の出るタイプも知られる。他のポリプテルスに比べ、身体に対しての頭のサイズが大きく、体躯も全体的に太い。ガノイン鱗が成長とともに消失するまでの期間が遅く、尻ビレによる性差はかなり大きくならないと現れない。
ポリプテルス・レトロピンニス P. retropinnis Vaillant, 1899
体長30cm-40cm。小離鰭は7-9本。「ザイールグリーン」の名で2001年からアクアリウムシーンでは広く知られており、別名のとおり、一部の個体に緑色が強く出るのが特徴。レトロピンニスという名前は、元々別の種類のポリプテルスだと思われていた経緯があり、観賞魚店等では今でもそちらを指す場合もある。
ポリプテルス・パルマス・パルマス P. palmas palmas Ayres, 1850
体長30cmほどの小型種。小離鰭は7-9本。ほとんど流通しないが過去に入荷したと思われる個体も存在する。
ポリプテルス・パルマス・ブティコフェリーP. palmas buettikoferi Steindachner, 1891
体長30cm-40cm。小離鰭は7-10本。リベリア、カメルーン、セネガル、ソリマ川、カーサモンス川、セントポール川などに分布。旧学名のローウェイの名称で呼ばれることもある。模様が濃く、黄色がかったものと茶色がかったものの2種類のタイプがいる。背ビレには黒いスポットが入る。産地差と思われる差はあるが個体差は比較的少なくバランスのとれた美しさを秘めている。顔は精悍な印象で下顎が太い。
ポリプテルス・パルマス・ポーリー P. palmas polli Gosse, 1988
独立した種 P. polli とする見解もある。体長30cmほどの小型種。ギニアおよびコンゴ川流域に分布。小離鰭は5-7本。上顎のかなり長い個体も見られる。メスの個体は胴回りが太くなりメタボリックな体型となる。古くから飼育用に流通しており、野生、ブリードどちらもよく流通している。
ポリプテルス・セネガルスP. senegalus senegalus Cuvier, 1829
最大体長50cmほど。飼育下では20-30cmくらいにしかならないことが多い。小離鰭は8-11本。名前はセネガルの国名に由来するが、本種は西アフリカ一帯に生息している。模様はなく、野生個体はくすんだ灰色、ゴールデンセネガルスと呼ばれるブリード個体はさらに明るい色をしている。安価で市場流通量は最も多く、ロングフィンやアルビノ個体を見る機会も少なくない。
ポリプテルス・セネガルス・メリディオナリスP. senegalus meridionalis Poll,1941
国内に商業用に輸入されたことはない。上記のセネガルスより大型化するというが、詳細は不明。
ポリプテルス・デルヘッツィ（デルヘジイ） P. delhezi Boulenger, 1899
「デルヘッジ」や「デルヘジー」と呼ばれることもある。体長35cm-40cm。灰褐色の地に複数の黒色の横帯が入るが、模様には個体差があり、模様のないバンドレス個体も多く流通している。コンゴ川流域に分布。小離鰭は10-13本で、パルマスタイプとしては数が多い。国内では飼育用として古くから流通し、人気のある種類。顔の比率が小さく、鼻先は他のポリプに比べてシャープな印象を受ける。また、頭部分には十字架のような模様が入る。
ポリプテルス・トゥジェルシー　P. teugelsi Britz, 2004
2004年に記載された新種。2006年に初めて輸入された。カメルーン、クロス川の固有種で、体長は60～80cm。小離鰭は6-7本。ブティコフェリーに似て、黄色地に褐色、緑褐色などの斑模様が入る体色が特徴。他のポリプテルスに比べて胴長であり、成長とともに特にそれが顕著になる。オルナティピンニスと並ぶ、パルマスタイプの最大種。
ポリプテルス・モケレンベンベ P. mokelembembe Schliewen＆Schafer, 2006
2006年に再記載された新種で、学名は未確認動物のモケーレ・ムベンベに由来する。体長25cmほどとポリプテルス中最小種。ザイールに生息。小離鰭は4-5本と少ない。胸ヒレの付け根部分に比較的目立つ黒斑がある。元々このポリプテルスがレトロピンニスとして知られており、後になって、「ザイールグリーン」と呼ばれていた別の種類が、実は本当のレトロピンニスであることが発覚。その後に、現在の名が与えられた。

### アミメウナギ属
アミメウナギ属はアミメウナギ1種のみが知られている。
アミメウナギ Erpetoichthys calabaricus Smith, 1865
通常は40～60cm。最大90cm。「ウナギ」とは全く別の魚だが、ポリプテルスに比べ極端に細長い体型をしているため、この名が付いたのだろう。顔つきはポリプテルスによく似ている。